# Biserica „Sfântul Dumitru” din Roșcani
Biserica „Sf. Dumitru” este o biserică amplasată în Roșcani, raionul Strășeni, Republica Moldova. Este un monument arhitectural de importanță națională inclus în Registrul monumentelor Republicii Moldova ocrotite de stat cu nr. 1412 (raionul Strășeni). Datează din sec. XIX.